# الاغتصاب خلال احتلال اليابان
كانت الاعتداءات الجنسيّة خلال عمليّات الإبادة أثناء احتلال اليابان عبارة عن اغتصابات ارتكبت في ظل الاحتلال العسكري لليابان. ارتكبت قوات الحلفاء عدداً من عمليّات الاغتصاب خلال معركة أوكيناوا خلال الأشهر الأخيرة من حرب المحيط الهادئ والاحتلال اللاحق لليابان. احتلّ الحلفاء اليابان حتّى عام 1952 على الرغم من نهاية الحرب العالمية الثانية. وظلّت أوكيناوا تحت حكم الولايات المتّحدة الأمريكيّة لمدّة عقدين بعدها. تختلف تقديرات وقوع العنف الجنسي من قبل أفراد قوات الحلفاء بشكل كبير.

## الخلفيّة
بحلول عام 1945، كانت القوّات الأمريكيّة تدخل وتحتل أراضي اليابان. في 19 شباط، 1945، هبطت القوّات الأمريكيّة على إيو جيما، وفي 1 نيسان 1945، على أوكيناوا. في آب، 1945، استسلمت اليابان وسقطت قوات الحلفاء على الجزر الرئيسيّة، وبدأ الاحتلال الرسمي لليابان.
انتهى احتلال الحلفاء في معظم اليابان في 28 نيسان 1952، لكنه لم ينتهي في أوكيناوا حتى 15 أيار من عام 1972، عندما دخلت شروط معاهدة سان فرانسيسكو حيز التنفيذ.
خلال حرب المحيط الهادئ، أصدرت الحكومة اليابانيّة مراراً ادّعاءات أنّه إذا هزمت البلاد فإن النساء اليابانيات يتعرّضن للاغتصاب والقتل على يد جنود الحلفاء. استخدمت الحكومة هذا الادعاء لتبرير الأوامر التي وصلت للجنود والمدنيين في المناطق التي تم غزوها من قبل قوات الحلفاء للقتال حتى الموت أو الانتحار.

## معركة أوكيناوا
وفقاً لكالفنسيمز من صحيفة نيويورك تايمز:«لقد تمّت كتابة الكثير من المؤلفات والمناقشات حول الفظائع التي عانت منها أوكيناوا على أيدي الأمريكيين واليابانيين في واحدة من أكثر المعارك دموية في الحرب. تم قتل أكثر من 200.000 من الجنود والمدنيين، أي ما يقارب ثلث التعداد السكاني في أوكيناوا في ذلك الوقت.»

### الاغتصابات التي قام بها الجيش الأمريكي
لا يوجد دليل موثق على أن قوات التحالف قد ارتكبت اغتصاباً جماعيّاً خلال حرب المحيط الهادئ. ومع ذلك هناك العديد من الشهادات الموثوقة التي تزعم أن عدداً كبيراً من حالات الاغتصاب ارتكبتها القوّات الأمريكيّة خلال معركة أوكيناوا في عام 1945.
كتب مؤرّخ أوكيناوا أوشيرو ماسياسو (المدير السابق لمحفوظات مدينة أوكيناوا التاريخيّة):
وفقاً لتوشيوكي تاناكا، تم الإبلاغ عن 76 حالة اغتصاب خلال أول 5 سنوات من الاحتلال الأمريكي لأوكيناوا. ومع ذلك، يؤكد أن هذا الرقم قد لا يكون حقيقي لأن معظم الحالات لم يتمّ الإبلاغ عنها.
يجد بيتر شرايفيرز أنّه من الملحوظ أنه يكفي أن تكون المرأة آسيوية لكي تكون في خطر من الاغتصاب من قبل الجنود الأمريكيين، كما حدث على سبيل المثال مع بعض بائعات الهوى الكوريّات اللواتي جلبهن اليابانيّون بالقوّة إلى الجزيرة. كتب شرايفيرز أن العديد من النساء تعرّضن للانتهاك الوحشي بدون أي رحمة.
على الرغم من أن التقارير اليابانيّة عن الاغتصاب تم تجاهلها إلى حدّ كبير في ذلك الوقت، إلا أن التقديرات الأكاديميّة تشير إلى أنه ما يصل إلى 10 آلاف امرأة من أوكيناوا كنّ قد تعرّضن للاغتصاب. ويقال أن الاغتصاب كان رائجاً لدرجة أن معظم الأوكيناويين الذين تجاوزوا سن 65 عاماً في عام 2000 كانوا يعرفون أو سمعوا عن امرأة تعرّضت للاغتصاب في أعقاب الحرب. نفى المسؤولون العسكريّون عمليّات الاغتصاب الجماعيّة، ورفض جميع المحاربين القدامى الباقيين طلب صحيفة نيويورك تايمز من أجل إجراء مقابلة.
وقال أستاذ دراسات شرق آسيا وخبير أوكيناوا ستيف رابسون: «لقد قرأت العديد من الروايات عن عمليّات الاغتصاب هذه في صحف وكتب أوكيناوا، لكن القليل من الناس يعرفون عنها أو على استعداد للتحدث عنها». تشير الكتب والمذكّرات والمقالات وغيرها من الوثائق إلى عمليّات اغتصاب من قبل الجنود الأمريكيين من مختلف الأعراق والخلفيّات. وتدعم أستاذة علم الاجتماع ماساي إيشيهارا هذا وتقول: «هناك الكثير من فقدان الذاكرة التاريخية هناك، كثير من الناس لا يريدون أن يعترفوا بما حدث بالفعل».
هناك تفسير لعدم وجود سجل عسكري في الولايات المتحدة الأمريكية حول أي عمليّات اغتصاب، وهية أن قلة قليلة –إن وجدت- من نساء أوكيناوا أبلغن عن إساءة المعاملة، معظمهنّ بسبب الخوف والإحراج. كما لم يطلب قد بذل جهد واسع النطاق لتحديد مدى هذه الجرائم. بعد أكثر من خمسة عقود من انتهاء الحرب، لاتزال النساء اللواتي من المعتقد أنهن تعرضن للاغتصاب يرفضن إعطاء أي بيان علني، مع الأصدقاء والمؤرخين المحليين وأساتذة الجامعات الذين تحدثوا مع النساء، وبدلاً من ذلك فضّلن عدم النقاش بهذه الأمور علناً. وفقاً لناغو، المتحدّث الرسمي باسم شرطة أوكيناوا: «تشعر النساء المتضرّرات بالخجل من علها علنيّة».
أشار فيفر أنّه بحلول عام 1946 كان هناك أقلّ من 10 حالات للاغتصاب تم التبليغ عنها في أوكيناوا. ويوضّح أنّه: «جزئيّاً بسبب العار والخجل، لأن الأمريكيين كانوا منتصرين ومحتلين». وادّعى فيفر: «على الأرجح كان هناك الآلاف من الحوادث، لكن صمت الضحايا أبقى على الاغتصاب سرّاً قذراً حول التحالف». تساءل الكثيرون عن سبب عدم ظهور أي أطفال أمريكيين في أوكيناوا. في المقابلات، قال المؤرخون وشيوخ أوكيناوا أن بعض نساء أوكيناوا اللواتي تعرضن للاغتصاب قد ولدن أطفالاً أمريكيين، لكن العديد منهنّ قد قتلن أو تركن على الفور بسبب الخجل أو الاشمئزاز أو الرعب. في كثير من الأحيان، خضعت ضحايا الاغتصاب لعمليّات إجهاض بدائيّة بمساعدة القابلات القرويّات.
ووفقاً لجورج فيفر، فإن غالبيّة الآلاف من عمليّات الاغتصاب كانت قد ارتكبت في الشمال، حيث كانت الحملة أسهل ولم تكن القوّات الأمريكيّة مستنزفة كما في الجنوب. 

## معركة أوكيناوا

### حادث قتل كاتسوياما
المقال الرئيسي: 1945 حادثة قتل كاتسوياما وفقا للمقابلات التي أجرتها صحيفة نيويورك تايمز ونشرتها في عام 2000، اعترف العديد من كبار السن من قرية أوكيناوان أنه بعد فوز الولايات المتحدة في معركة أوكيناوا، استمر ثلاثة من أفراد مشاة البحرية الأمريكية من أصل أفريقي في القدوم إلى القرية كل أسبوع وإجبار القرويون على جمع جميع النساء المحليات، اللواتي تم نقلهن فيما بعد إلى التلال واغتصابهن. تتعمق المقالة في الموضوع وتزعم أن حكاية القرويين - صواب أم لا - هي جزء من «سر مظلم طويل الأمد» والذي كشف عنه «إعادة تركيز الانتباه على ما يقول المؤرخون أنها من أكثر جرائم الحرب التي تم تجاهلها على نطاق واسع»: «اغتصاب نساء أوكيناوان على نطاق واسع من قبل الجنود الأمريكيين». عندما بدأ جنود المارينز في تنفيذ طقوسهم الأسبوعية بثبات بدون سلاح، ذُكر أن القرويين قد طغوا الرجال وقتلوهم. كانت جثثهم مخبأة في الكهف القريب خوفًا من الانتقام من القرية، سر القرية حتى عام 1997. منذ أعمال القتل، يُعرف الكهف باسم كورومبو جاما، والذي يُترجم إما باسم «كهف الزنجي» أو «كهف النيجر» الأقل شيوعًا.

### الصمت حول الاغتصاب
كان جميع ضحايا الاغتصاب تقريبًا صامتين بشأن ما حدث لهم، مما ساعد على إبقاء الاغتصاب «سرا قذرًا» من حملة أوكيناوا. كان السبب الرئيسي لصمت النساء وقلة عدد حالات الاغتصاب المبلغ عنها، وفقًا لجورج فييفر، هو الدور الأمريكي المنتصر والمحتل، ومشاعر العار والخزي. وفقًا لـ فييفر، على الرغم من وجود الآلاف من حالات الاغتصاب، تم الإبلاغ عن أقل من 10 حالات اغتصاب رسميًا بحلول عام 1946 وكان جميعهم تقريبًا مرتبطون «بأضرار جسدية شديدة». ساهمت عدة عوامل في ظهور عدد قليل من حالات الحمل الناجم عن الاغتصاب في الولايات المتحدة؛ أصبحت الكثير من النساء مصابات بالعقم بشكل مؤقت بسبب الإجهاد [مشكوك فيه - نقاش] وسوء التغذية، وتمكن بعض الآتي حملن من الإجهاض قبل عودة أزواجهن.

### اغتصاب الجيش الياباني
وفقًا لتوماس هوبر من معهد الدراسات القتالية، أساء الجنود اليابانيون أيضًا معاملة المدنيين في أوكيناوان خلال المعركة هناك. يكتب هوبر أن الاغتصاب «ارتكب بحرية» من قبل الجنود اليابانيين الذين عرفوا أن فرصتهم ضئيلة في البقاء على قيد الحياة بسبب الحظر الذي فرضه الجيش على الاستسلام. ساهمت هذه الانتهاكات في الانقسام بعد الحرب بين أوكيناوا واليابانيين.

### السياسة الأمريكية الرسمية والتوقعات المدنية اليابانية
نظرًا لتاريخها كدولة منفصلة حتى عام 1879، تختلف لغة وثقافة أوكيناوا بطرق عديدة عن لغة البر الرئيسي في اليابان، حيث تعرضوا في كثير من الأحيان للتمييز والمعاملة بالطريقة نفسها التي يعامل بها الصينيون والكوريون. في عام 1944، خلفت القصف الجوي الأمريكي الكثيف على ناها 1000 قتيل و 50000 شخص بلا مأوى واللجوء إلى الإيواء في الكهوف، وساهم القصف البحري الأمريكي بالإضافة إلى ذلك في عدد القتلى. خلال معركة أوكيناوا مات ما بين 40,000 و 150,000 من السكان. تم وضع الناجين في معسكرات الاعتقال من قبل الأميركيين. خلال القتال، أساء بعض الجنود اليابانيين معاملة المدنيين في أوكيناوا، على سبيل المثال الاستيلاء على الكهوف التي لجأوا إليها وإجبارهم على الخروج، وكذلك قتل بعضهم مباشرة ممن يشتبه في أنهم جواسيس أمريكيون. خلال الأشهر الأخيرة من القتال اليائس لم يتمكنوا من تزويد سكان أوكيناوان بالطعام والدواء. لقد دفعت الدعاية اليابانية حول الفظائع الأمريكية العديد من مدنيي أوكيناوان إلى الاعتقاد بأنه عندما يأتي الأمريكيون سيغتصبون جميع النساء أولاً ثم يقتلونهم. انتحر ما لا يقل عن 700 مدني. في بعض الأحيان، قتل الجنود الأمريكيون مدنيين في أوكيناوا، على الرغم من أن السياسة الرسمية الأمريكية كانت هي عدم قتلهم. [بحاجة لمصدر] كما قدم الأمريكيون الطعام والدواء، وهو شيء لم يكن اليابانيون قادرين على فعله. في ضوء الدعاية التي تدعي أن السياسة الأمريكية ستكون الاغتصاب والتعذيب والقتل، غالبًا ما فوجئ سكان أوكيناوا بـ «المعاملة الإنسانية نسبياً». بمرور الوقت، أصبحت أوكيناوا يائسة أكثر فأكثر من الأميركيين، ولكن في وقت الاستسلام كان الجنود الأمريكيون أقل شراسة مما كان متوقعًا.